# 硒氰酸酯

硒氰酸酯的通式，蓝色部分为硒氰基

硒氰酸酯是一类含有硒氰基（–SeCN）的有机化合物，其通式为RSeCN。它们通常是无色、对空气稳定的固体或液体，有难闻气味。它和硫氰酸酯的结构、合成及反应相似。

## 制备
硒氰酸酯可由卤代烃和硒氰酸钾反应制得：
RX + KSeCN → RSeCN + KX（X=Cl, Br, I）
α,ω-二卤代烃的反应类似。
卤代芳烃也可以重氮盐为原料和硒氰酸钾（或硒氰、二硒氰酸硒等）反应来制备芳基硒氰酸酯：
ArN2Cl + KSeCN → ArSeCN + KCl + N2↑

## 拓展阅读
- Katritzky, A.R.; Meth-Cohn, O.; Rees, C.W. . Comprehensive Organic Functional Group Transformations. Elsevier Science. 1995  [2021-10-15]. ISBN 978-0-08-042323-4.